# Guerre de la Quatrième Coalition
Guerres napoléoniennes
Batailles
- Cap-Vert (navale)
- San Domingo (navale)
- Río de la Plata
- Pornichet (navale)

- Raguse
- Castel-Nuovo

Campagne de Prusse (1806)
- Schleiz
- Saalfeld
- Auerstaedt
- Iéna
- Halle
- Magdebourg
- Stettin
- Lübeck
- Glogau
- Golymin
- Pułtusk
- Stralsund

Campagne de Pologne (1807)
- Eylau
- Ostrołęka
- Colberg
- Dantzig
- Guttstadt
- Heilsberg
- Friedland

La Quatrième Coalition (1806 – 1807) fut formée le 1er octobre 1806 contre la France napoléonienne par le Royaume-Uni, la Russie, la Suède et la Prusse, cette dernière refusant la nouvelle organisation de l'Allemagne (confédération du Rhin), imposée par Napoléon.
Cette guerre est marquée par la campagne de Saxe qui, après les victoires françaises d'Iéna et d'Auerstaedt (14 octobre 1806), aboutissent à la défaite prussienne et à la campagne de Pologne contre les Russes. Ceux-ci, vaincus à Eylau (8 février 1807), subissent une écrasante défaite à Friedland (14 juin 1807). Les traités de Tilsitt (7 – 9 juillet 1807), qui démembrent la Prusse, mettent fin à la Quatrième Coalition. Des accords secrets préparent les bases d'une alliance entre Napoléon et Alexandre Ier.

## La formation de la Quatrième Coalition
Après la défaite de l'Autriche, la France et les puissances en guerre entament des pourparlers de paix. Dans le même temps, la France assoit son hégémonie sur le continent. Napoléon lance une offensive contre le royaume de Naples. Le 14 février 1806, les troupes françaises entrent dans Naples et Joseph, le frère de l'empereur, se voit offrir la couronne de ce royaume perdu pour les Bourbons. Ces derniers se réfugient à Palerme et restent maîtres de la Sicile avec le soutien du Royaume-Uni. En juillet, le sud de la péninsule est pacifié. Napoléon entend bien que son frère règne sous sa subordination et non en totale indépendance. La principauté de Pontecorvo est confiée à Bernadotte et celle de Bénévent à Talleyrand. Napoléon transforme la République batave en royaume de Hollande en juin 1806 qu'il confie à son frère Louis Bonaparte.
Napoléon accroît encore un peu plus son influence en Allemagne. Le 15 mars sont réunis les duchés de Berg et Clèves pour former le grand-duché de Berg confié à son beau-frère Murat. Il donne à Berthier la principauté de Neuchâtel. Il noue des liens familiaux avec les grandes familles régnantes en Bavière, Bade et Wurtemberg. Le 12 juillet 1806, il crée la confédération du Rhin, association de 16 États allemands, sous la protection de la France. Une alliance offensive et défensive est conclue avec cette dernière. Les États de la confédération du Rhin doivent fournir des contingents militaires tandis qu'une force militaire assure la « protection » de la Confédération. Cette création marque la fin du Saint-Empire et éloigne la menace russe sur les frontières orientales de la France.
L'hégémonie française sur le continent par la vassalisation progressive des États voisins est insupportable pour les autres puissances européennes. Napoléon tente d'intégrer la Prusse dans son système afin d'éloigner la menace russe. Le 15 février 1806 est signé le traité de Paris (de) entre la France et la Prusse par lequel les deux pays concluent une alliance offensive et défensive. La Prusse s'engage à occuper le Hanovre britannique et à fermer ses ports au commerce avec le Royaume-Uni. Ce traité signé par Haugwitz provoque un vif ressentiment en Prusse. Un parti antifrançais se constitue. Mais paradoxalement, ce sont les pourparlers de paix avec les autres puissances qui déclenchent le basculement prussien. La rumeur circule que le Hanovre serait rendu au Royaume-Uni en gage de paix. Le 9 août, la Prusse mobilise et le 26 septembre, le roi de Prusse envoie un ultimatum à la France. Napoléon rejoint alors la Grande Armée dans le Sud de l'Allemagne. La Prusse draine la principauté de Brunswick-Wolfenbüttel, la Hesse-Cassel et la Saxe-Weimar dans son sillage.

## La campagne de Prusse

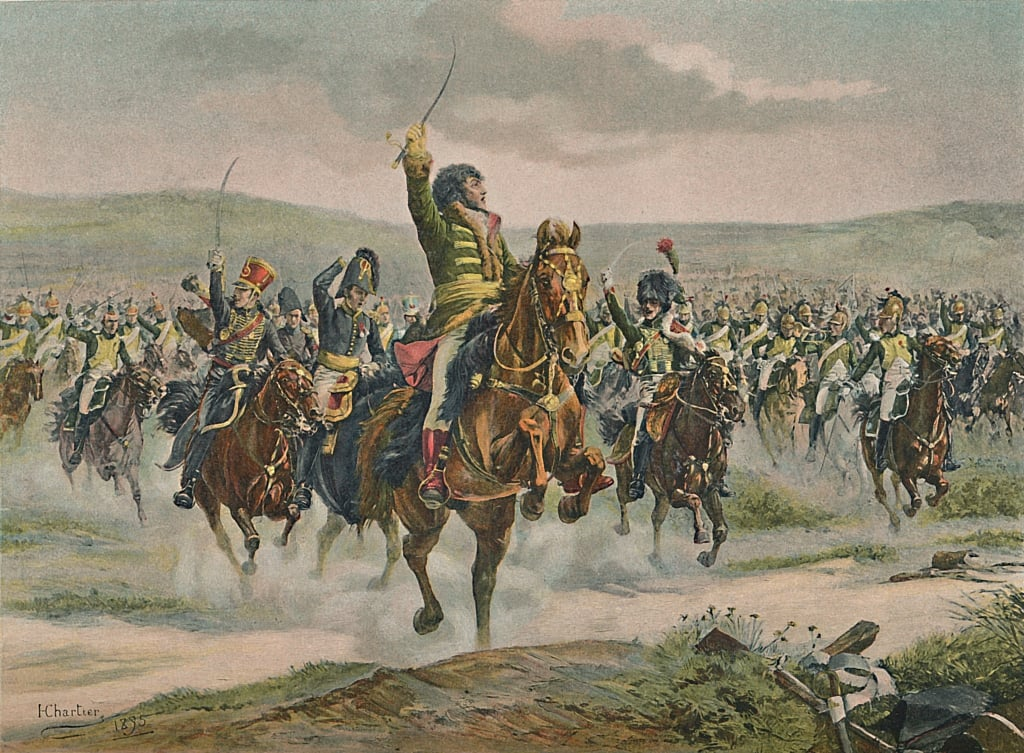
Le maréchal Murat lors de la bataille d'Iéna.

Les troupes prussiennes, sans attendre leur allié russe, se lancent en Saxe, obligeant cette dernière à lutter à leurs côtés. Napoléon contourne les Prussiens par l'est. Il remporte une première victoire à Saalfeld le 10 octobre et surprend les Prussiens sur leurs arrières le 14 octobre 1806. Ce jour, Napoléon remporte une victoire sur Hohenlohe à Iéna tandis que Davout contient le gros des forces prussiennes sous le commandement de Frédéric-Guillaume à Auerstadt. La retraite se transforme en débandade. La Saxe quitte l'alliance prussienne pour rejoindre la France. Les troupes françaises se lancent à la conquête du royaume de Prusse. Les places fortes tombent les unes après les autres. Le 27 octobre, Napoléon entre à Berlin. Frédéric-Guillaume refuse pourtant de signer un armistice. Quelques troupes résistent encore en Silésie et en Poméranie tandis que les Russes pénètrent en Prusse-Orientale. Les troupes françaises doivent donc rester et occuper le royaume.

## La campagne de Pologne
Après ses victoires face à la Prusse, Napoléon se tourne contre la Russie. Des affrontements mineurs ont lieu comme à Pułtusk fin décembre 1806, avant une nouvelle victoire française à Eylau le 8 février 1807. L'affrontement décisif a lieu à Friedland le 14 juin, où les troupes du tsar sont écrasées par le talent militaire de l'empereur des Français.

## Les traités de paix
Le traité de Tilsit qui met fin à cette coalition et à deux ans d'affrontements en Europe consacre la position dominante de la France en Europe. Il affaiblit considérablement la Prusse et forme un axe franco-russe destiné à résoudre les conflits entre les nations européennes.